# 指环王系列电影获得的荣誉列表
指环王系列电影获得的荣誉列表收录《指环王》系列电影所获得的所有奖项以及提名。《指环王》系列是由彼得·杰克逊执导的史诗奇幻冒险电影三部曲，分别是《护戒使者》、《双塔奇兵》和《王者归来》，于2001年12月至2003年12月间在全球陆续上映。这一系列影片基于作家J·R·R·托尔金的史诗奇幻小说《指环王》，由杰克逊、弗兰·威尔士和菲利帕·鲍恩斯改编制作而成。故事发生在托尔金虚构的中土世界，情节跟随着霍比特人佛罗多·巴金斯和他的护戒使者同伴们踏上毁灭至尊魔戒的征途，最终使中土世界摆脱黑暗魔君索伦的控制。这一电影系列的演员阵容包括伊利亚·伍德、伊恩·麦凯伦、维戈·莫腾森、肖恩·阿斯廷、奥兰多·布鲁姆、丽芙·泰勒、约翰·里斯-戴维斯、肖恩·宾、比利·博伊德、多米尼克·莫纳汉、安迪·瑟克斯、凯特·布兰切特、克里斯多夫·李、雨果·维文、伊恩·霍尔姆、约翰·诺伯、伯纳德·希尔、大卫·温汉姆、米兰达·奥图、卡尔·厄本以及布拉德·道里夫。
这三部电影的首映式都获得了评论界的广泛好评。多伦多影评人协会授予杰克逊一项特别嘉奖，以表彰他在整个电影系列中的工作，而奥斯汀影评人协会电影协会则将整个系列电影评为十年来第三佳电影。这一系列电影共获得了30项奥斯卡奖提名，其中17项最终获奖。第三部曲《王者归来》追平了《泰坦尼克号》和《宾虚》一起保持的单届奥斯卡11项获奖的纪录。《王者归来》也是2017年电影《水形物语》之前唯一一部获得奥斯卡最佳影片奖的奇幻电影。
除了获得银幕演员工会奖和美国国家评审委员会最佳演员奖，许多演员在片中的个人表现也得到了认可，其中包括伊恩·麦凯伦（12项提名）、安迪·瑟金斯（10项提名）、肖恩·阿斯廷（9项提名）和维戈·莫腾森（5项提名）。作曲家霍华德·肖因他为影片制作的原创音乐而得到认可，获得了两项奥斯卡奖、两项英国电影学院奖提名和三项格莱美奖，以及其他一些奖项。该系列还获得了各种技术类别的荣誉，包括在编辑，声音混合和视觉效果。弗兰·威尔士、菲利帕·鲍恩斯和彼得·杰克逊的剧本创作在23项提名中为他们赢得了10个奖项，其中包括奥斯卡最佳改编剧本奖（《王者归来》）。这系列电影在800项提名中共获得475项大奖，是电影史上获奖最多的电影系列。

## 指环王：护戒使者

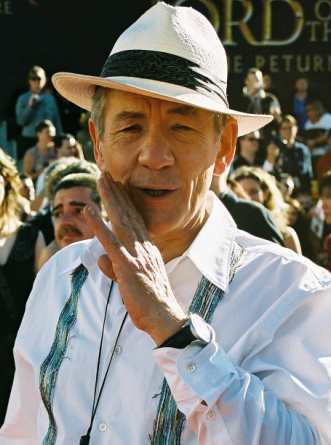
在第一部影片中，伊恩·麦凯伦因扮演巫师甘道夫获得了七项个人提名，其中包括奥斯卡最佳男配角奖。

《指环王：护戒使者》于2001年12月19日在全球影院上映。作为系列的首部曲，本片在9300万美元的制作预算下，在全球范围内获得了871,530,324美元的票房。与该系列的其他两集一样，《护戒使者》拥有庞大的演员阵容，其中包括伊利亚·伍德、伊恩·麦凯伦、维格·莫滕森、肖恩·阿斯汀、奥兰多·布鲁姆、丽芙·泰勒、约翰·里斯·戴维斯、肖恩·宾、比利·博伊德，多米尼克·莫纳汉、凯特·布兰切特、克里斯多福·李、雨果·维文、伊恩·霍尔姆和安迪·瑟克斯等。电影的情节围绕佛罗多·巴金斯（伊利亚·伍德饰演）和魔戒远征队的其他成员们展开。他们一行人为了彻底打败黑暗魔君索伦而开始了摧毁至尊魔戒的旅程。
根据知名聚合讨论网站烂番茄的统计，91%的评论者给予《指环王：护戒使者》正面的评价。《娱乐周刊》专栏作家莉莎·舒瓦兹博（Lisa Schwarzbaum）称这部电影“令人兴奋——一部伟大的电影，一部胜利的电影，一部构思愉快的电影作品，（基于第一部，未来两年还有两部即将上映）似乎用爱和喜悦来欣赏托尔金的经典，并用最高的恭维奖励老手和新手：作为一部独立的电影，对页面的盲目忠诚的智慧和艺术性。”BBC的内夫·皮尔斯（Nev Pierce）补充说，“彼得·杰克逊对J·R·R·托尔金所著的《指环王》的改编很有趣，令人尖叫，而且十分吸引人，它把原著裡最不值得上银幕的篇章变成了一部扣人心弦、震撼人心的冒险”
《指环王：护戒使者》获得了13项奥斯卡提名，最终分别在4个类别中获奖。该片还获得了第55届英国电影学院奖的十三项提名，包括最佳影片、最佳导演、最佳视觉特效和最佳橙色电影。其他受到广泛认可的著名奖项包括美国电影学院奖、广播电影评论协会奖、帝国奖、金球奖、MTV电影大奖、卫星奖和土星奖。各种各样的评论家团体，比如芝加哥和凤凰城的评论家团体也给这部电影颁发了奖项。在总计152个各类奖项的提名中，《指环王：护戒使者》最终获得了98个奖项。
| 奖项或评奖机构             | 奖项类别                              | 获提名作品、团队或者个人 | 结果   |
| -------------------------- | ------------------------------------- | --- | ------ |
| 奥斯卡奖                   | 最佳影片                              | 彼得·杰克逊、巴里·M·奥斯本（Barrie M. Osborne）以及弗兰·威尔士 | 提名   |
| 奥斯卡奖                   | 最佳导演                              | 彼得·杰克逊 | 提名   |
| 奥斯卡奖                   | 最佳男配角                            | 伊恩·麦凯伦 | 提名   |
| 奥斯卡奖                   | 最佳改编剧本                          | 弗兰·威尔士、菲利帕·鲍恩斯和彼得·杰克逊 | 提名   |
| 奥斯卡奖                   | 最佳艺术指导                          | 艺术指导：格兰特·梅杰；布景：丹·汉纳 | 提名   |
| 奥斯卡奖                   | 最佳服装设计                          | 姬拉·迪克森和理查德·泰勒（Richard Taylor） | 提名   |
| 奥斯卡奖                   | 最佳化妆                              | 彼得·欧文和理查德·泰勒 | 獲獎   |
| 奥斯卡奖                   | 最佳摄影奖                            | 安德鲁·莱斯尼 | 獲獎   |
| 奥斯卡奖                   | 最佳原创配乐                          | 霍华德·肖 | 獲獎   |
| 奥斯卡奖                   | 最佳原创歌曲                          | 恩雅、尼基·赖安（Nicky Ryan）和洛玛·赖安（Roma Ryan）创作的歌曲《May It Be》 | 提名   |
| 奥斯卡奖                   | 最佳音效                              | 克里斯托弗·博伊斯、迈克尔·斯曼内科、格辛·克里夫（Gethin Creagh）和哈蒙德·匹克 | 提名   |
| 奥斯卡奖                   | 最佳电影剪辑                          | 约翰·吉尔伯特 | 提名   |
| 奥斯卡奖                   | 最佳视觉效果                          | 吉姆·莱吉、兰德尔·威廉·库克（Randall William Cook）、理查德·泰勒和马克·斯泰森 | 獲獎   |
| 阿曼达奖                   | 最佳外语片                            | 彼得·杰克逊 | 提名   |
| 美国电影剪辑师奖           | 最佳剪辑电影-戏剧                     | 约翰·吉尔伯特 | 提名   |
| 美国电影协会奖             | 年度最佳电影                          | 彼得·杰克逊、巴里·M·奥斯本、蒂姆·桑德斯（Tim Sanders）和弗兰·威尔士 | 獲獎   |
| 美国电影协会奖             | 年度最佳作曲家                        | 霍华德·肖 | 提名   |
| 美国电影协会奖             | 年度数字特效艺术家                    | 吉姆·莱吉 | 獲獎   |
| 美国电影协会奖             | 年度最佳制作设计师                    | 格兰特·梅杰 | 獲獎   |
| 美国电影摄影师协会         | 最佳摄影-剧场版本                     | 安德鲁·莱斯尼 | 提名   |
| 艺术导演工会               | 优秀的制作设计——幻想片或古装片        | 优秀的制作设计——幻想片或古装片 | 提名   |
| 美国电影电视音乐奖         | 票房冠军电影                          | 霍华德·肖 | 獲獎   |
| 澳大利亚电影和电视艺术学院 | 最佳外语片                            | 巴里·M·奥斯本、彼得·杰克逊、弗兰·威尔士和蒂姆·桑德斯 | 獲獎   |
| 波迪奖                     | 最佳美国电影                          | 彼得·杰克逊 | 獲獎   |
| 波士顿电影评论学会         | 最佳影片                              | 最佳影片 | 第二名 |
| 波士顿电影评论学会         | 最佳导演                              | 彼得·杰克逊 | 第二名 |
| 布拉姆·斯托克奖            | 最佳剧本                              | 菲利帕·博伊恩斯、彼得·杰克逊和弗朗西斯·沃尔什 （根据 J·R·R·托尔金的小说改编） | 提名   |
| 英国电影学院奖             | 最佳影片                              | 彼得·杰克逊、巴里·M·奥斯本、弗兰·威尔士和蒂姆·桑德斯 | 獲獎   |
| 英国电影学院奖             | 最佳导演                              | 彼得·杰克逊 | 獲獎   |
| 英国电影学院奖             | 最佳改编剧本                          | 菲利帕·博伊恩斯、彼得·杰克逊、弗兰·威尔士 | 提名   |
| 英国电影学院奖             | 最佳男主角                            | 伊恩·麦凯伦 | 提名   |
| 英国电影学院奖             | 最佳摄影奖                            | 安德鲁·莱斯尼 | 提名   |
| 英国电影学院奖             | 最佳服装设计                          | 姬拉·迪克森和理查德·泰勒 | 提名   |
| 英国电影学院奖             | 最佳剪辑                              | 约翰·吉尔伯特 | 提名   |
| 英国电影学院奖             | 电影音乐                              | 霍华德·肖 | 提名   |
| 英国电影学院奖             | 最佳化妆和发型                        | 彼得·金、彼得·欧文和理查德·泰勒 | 獲獎   |
| 英国电影学院奖             | 最佳产品设计                          | 格兰特·梅杰 | 提名   |
| 英国电影学院奖             | 最佳音效                              | 克里斯托弗·博伊斯、格辛·克里夫、大卫·法默（David Farmer）、麦克·霍普金斯（Mike Hopkins）、迈克尔·斯曼内科、和伊桑·范德莱恩（Ethan Van der Ryn）                                                    | 提名   |
| 英国电影学院奖             | 最佳视觉效果                          | 兰德尔·威廉·库克、亚历克斯·芬克（Alex Funke）、吉姆·莱吉、马克·斯泰森和理查德·泰勒 | 獲獎   |
| 英国电影学院奖             | 年度橙色电影奖                        | 年度橙色电影奖 | 獲獎   |
| 英国电影摄影师协会         | 最佳摄影奖                            | 安德鲁·莱斯尼 | 提名   |
| 评论家选择电影奖           | 最佳影片                              | 最佳影片 | 提名   |
| 评论家选择电影奖           | 最佳导演                              | 彼得·杰克逊 | 提名   |
| 评论家选择电影奖           | 最佳作曲家                            | 霍华德·肖 | 獲獎   |
| 评论家选择电影奖           | 最佳歌曲                              | 恩雅的歌曲《May It Be》 与保罗·麦卡特尼的《Vanilla Sky》并列 | 獲獎   |
| 芝加哥电影评论家           | 最佳影片                              | 最佳影片 | 提名   |
| 芝加哥电影评论家           | 最佳导演                              | 彼得·杰克逊 | 提名   |
| 芝加哥电影评论家           | 最佳摄影奖                            | 安德鲁·莱斯尼 | 獲獎   |
| 芝加哥电影评论家           | 最佳原创配乐                          | 霍华德·肖 | 獲獎   |
| 电影音频协会奖             | 杰出混音-电影                         | 克里斯托弗·博伊斯、格辛·克里夫、哈蒙德·匹克和迈克尔·斯曼内科 | 獲獎   |
| 达拉斯-沃斯堡电影评论家    | 最佳摄影奖                            | 安德鲁·莱斯尼 | 獲獎   |
| 美国导演工会奖             | 最佳导演-电影                         | 彼得·杰克逊 | 提名   |
| 帝国奖                     | 最佳影片                              | 最佳影片 | 獲獎   |
| 帝国奖                     | 最佳导演                              | 彼得·杰克逊 | 提名   |
| 帝国奖                     | 最佳男主角                            | 维果·莫特森 | 提名   |
| 帝国奖                     | 最佳男主角                            | 伊利亚·伍德 | 獲獎   |
| 帝国奖                     | 最佳英国男演员                        | 肖恩·宾 | 提名   |
| 帝国奖                     | 最佳英国男演员                        | 伊恩·麦凯伦 | 提名   |
| 帝国奖                     | 最佳处女作                            | 奥兰多·布鲁姆 | 獲獎   |
| 帝国奖                     | 最佳处女作                            | 比利·博伊德和多米尼克·莫纳汉 | 提名   |
| 佛罗里达电影评论家         | 最佳导演                              | 彼得·杰克逊 | 獲獎   |
| 佛罗里达电影评论家         | 最佳女配角                            | 凯特·布兰切特 | 獲獎   |
| 金球奖                     | 最佳电影-戏剧                         | 最佳电影-戏剧 | 提名   |
| 金球奖                     | 最佳导演                              | 彼得·杰克逊 | 提名   |
| 金球奖                     | 最佳原创配乐                          | 霍华德·肖 | 提名   |
| 金球奖                     | 最佳原创歌曲                          | 恩雅——歌曲《May It Be》 | 提名   |
| 金番茄奖                   | 最佳影片                              | 彼得·杰克逊、弗兰·威尔士、巴里·M·奥斯本 | 獲獎   |
| 格莱美奖                   | 最佳配乐专辑-电影、电视或其他视觉媒体 | 约翰·库兰德和霍华德·肖 | 獲獎   |
| 格莱美奖                   | 最佳歌曲-电影、电视或其他视觉媒体     | 恩雅、尼基·瑞安和洛玛·瑞安制作的《May It Be》 | 提名   |
| 哈特兰电影节               | 真正的电影奖                          | 真正的电影奖 | 獲獎   |
| 雨果奖                     | 最佳戏剧表演奖                        | 最佳戏剧表演奖 | 獲獎   |
| 朱庇特奖                   | 最佳国际电影                          | 彼得·杰克逊 | 獲獎   |
| 朱庇特奖                   | 最佳国际导演                          | 彼得·杰克逊 | 獲獎   |
| 轨迹奖                     | 最佳剧本                              | 弗兰·威尔士、菲利帕·博伊恩斯、彼得·杰克逊 | 獲獎   |
| 洛杉矶影评人               | 最佳音乐配乐                          | 霍华德·肖 | 獲獎   |
| 电影声音编辑器             | 最佳音效剪辑-外语片                   | 麦克·霍普金斯、伊桑·范德莱恩、大卫·法默、布伦特·伯奇、约翰·麦凯、蒂莫西·尼尔森、克雷格·汤姆林森、戴夫·怀特黑德、杰森·卡诺瓦斯（Jason Canovas）、雷·本杰斯（Ray Beentjes）克里斯·托德（Chris Todd） | 提名   |
| 电影声音编辑器             | 最佳音效剪辑-音乐-故事片、国内外      | 苏珊娜·佩里奇、南希·艾伦、迈克尔·普莱斯和安德鲁·杜德曼 | 獲獎   |
| MTV电影大奖                | 最佳电影                              | 最佳电影 | 獲獎   |
| MTV电影大奖                | 最佳动作片段                          | “洞穴墓之战”（The Cave Tomb Battle） | 提名   |
| MTV电影大奖                | 最佳突破性表现                        | 奥兰多·布鲁姆 | 獲獎   |
| MTV电影大奖                | 最佳对决                              | 克里斯托弗·李Vs伊恩·麦凯伦 | 提名   |
| MTV电影大奖                | 最佳男演员                            | 伊利亚·伍德 | 提名   |
| MTV电影大奖                | 最佳反派                              | 克里斯托弗·李 | 提名   |
| 国家审查委员会             | 最佳女配角                            | 凯特·布兰切特 | 獲獎   |
| 国家审查委员会             | 杰出的产品设计                        | 格兰特·梅杰 | 獲獎   |
| 国家审查委员会             | 特别电影制作奖                        | 彼得·杰克逊 | 獲獎   |
| 国家电影评论学会           | 最佳影片                              | 最佳影片 | 第二名 |
| 国家电影评论学会           | 最佳导演                              | 彼得·杰克逊 | 第二名 |
| 星云奖                     | 最佳剧本                              | 弗朗西斯·沃尔什、菲利帕·博耶恩斯和彼得·杰克逊 | 獲獎   |
| 在线影评人                 | 最佳影片                              | 最佳影片 | 提名   |
| 在线影评人                 | 最佳导演                              | 彼得·杰克逊 | 提名   |
| 在线影评人                 | 最佳改编剧本                          | 菲利帕·博伊恩斯、彼得·杰克逊和弗朗西斯·沃尔什 | 提名   |
| 在线影评人                 | 最佳男配角                            | 伊恩·麦凯伦 | 提名   |
| 在线影评人                 | 最佳摄影奖                            | 安德鲁·莱斯尼 | 提名   |
| 在线影评人                 | 最佳演员                              | 最佳演员 | 提名   |
| 在线影评人                 | 最佳原创配乐                          | 霍华德·肖 | 提名   |
| 人民选择奖                 | 最喜爱的戏剧电影与蜘蛛侠一起退休      | 最喜爱的戏剧电影与蜘蛛侠一起退休 | 獲獎   |
| 人民选择奖                 | 最喜欢的电影                          | 最喜欢的电影 | 獲獎   |
| 美国制片人协会             | 年度电影制片人奖                      | 巴里·M·奥斯本、彼得·杰克逊和弗兰·威尔士 | 提名   |
| 罗伯特奖                   | 最佳美国电影                          | 彼得·杰克逊 | 獲獎   |
| 卫星奖                     | 最佳动画或混合媒体影片                | 最佳动画或混合媒体影片 | 獲獎   |
| 卫星奖                     | 最佳改编剧本                          | 弗兰·威尔士、菲利帕·博伊恩斯、彼得·杰克逊 | 提名   |
| 卫星奖                     | 最佳艺术总监及制作设计                | 格兰特·梅杰和丹·亨纳 | 提名   |
| 卫星奖                     | 最佳摄影奖                            | 安德鲁·莱斯尼 | 提名   |
| 卫星奖                     | 最佳服装设计                          | 姬拉·迪克森和理查德·泰勒 | 提名   |
| 卫星奖                     | 最佳电影剪辑                          | 约翰·吉尔伯特 | 獲獎   |
| 卫星奖                     | 最佳音效（混音和编辑）                | 格辛·克里夫、克里斯托弗·博伊斯、迈克尔·斯曼内科、哈蒙德皮克 | 獲獎   |
| 卫星奖                     | 最佳剧情类男配角                      | 伊恩·麦凯伦 | 提名   |
| 卫星奖                     | 最佳视觉效果                          | 吉姆·莱吉、理查德·泰勒、亚历克斯·芬克、兰德尔·威廉·库克 | 獲獎   |
| 土星奖                     | 最佳奇幻电影                          | 最佳奇幻电影 | 獲獎   |
| 土星奖                     | 最佳导演                              | 彼得·杰克逊 | 獲獎   |
| 土星奖                     | 最佳剧本                              | 弗兰·威尔士、菲利帕·博伊恩斯、彼得·杰克逊 | 提名   |
| 土星奖                     | 最佳男配角                            | 伊恩·麦凯伦 | 獲獎   |
| 土星奖                     | 最佳服装                              | 姬拉·迪克森和理查德·泰勒 | 提名   |
| 土星奖                     | 面向未来-男性                         | 奥兰多·布鲁姆 | 提名   |
| 土星奖                     | 最佳化妆                              | 彼得·欧文和理查德·泰勒 | 提名   |
| 土星奖                     | 最佳得分                              | 霍华德·肖 | 提名   |
| 土星奖                     | 最佳特效                              | 吉姆·莱吉、兰德尔·威廉·库克、理查德·泰勒和马克·斯泰森 | 提名   |
| 美国演员工会               | 最佳男配角                            | 伊恩·麦凯伦 | 獲獎   |
| 美国演员工会               | 杰出演员-电影                         | 多米尼克·莫纳汉、约翰·里斯·戴维斯、安迪·瑟克斯、丽芙·泰勒、雨果·维文和伊利亚·伍德 | 提名   |
| 多伦多电影评论家           | 最佳导演                              | 彼得·杰克逊 | 提名   |
| 多伦多电影评论家           | 最佳男配角                            | 伊恩·麦凯伦 | 提名   |
| 南加州大学编剧奖           | 南加州大学编剧奖                      | 弗朗西斯·沃尔什、菲利帕·博伊恩斯和彼得·杰克逊 | 提名   |
| 世界电影原声大奖           | 年度最佳作曲家                        | 霍华德·肖 | 提名   |
| 世界电影原声大奖           | 年度最佳原创音乐——管弦乐              | 霍华德·肖 | 獲獎   |
| 世界电影原声大奖           | 公众选择奖                            | 霍华德·肖 | 獲獎   |
| 美国编剧工会               | 最佳改编剧本                          | 菲利帕·博伊恩斯、彼得·杰克逊、弗兰·威尔士 | 提名   |
| 青年艺术家奖               | 最佳家庭剧情片-戏剧                   | 最佳家庭剧情片-戏剧 | 提名   |

## 指环王：双塔奇兵

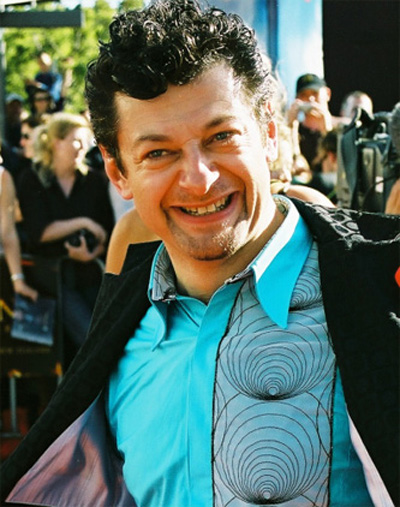
安迪·瑟金斯因扮演小怪物咕噜获得了三个奖项，其中包括土星奖最佳男配角奖。

2002年12月18日，《指环王：双塔奇兵》在全球范围内上映。作为系列电影的第二部，本片在全球范围内以9400万美元制作预算拿下总收入为926,047,111美元的票房。这部电影在前作的演员阵容上加入了伯纳德·希尔、米兰达·奥图、卡尔·厄本、大卫·温汉姆和布拉德·道里夫等人扮演的新角色。
《双塔奇兵》获得了评论界的一致好评，电影网站烂番茄网报道说96%的评论都是正面的。CNN电影评论家保罗·克林顿称《双塔奇兵》是一次“彻底的胜利”，《卫报》的作家菲利普·弗伦奇（Philip French）在评论这部电影时指出，“这些托尔金的系列电影中有一种沉重和严肃的气氛，在过去30多年里，很少有刀剑和魔法的电影能达到这种程度。”在为《娱乐周刊》撰写的文章中，欧文·格莱伯曼评论道：“《双塔奇兵》让人产生一种错觉，你想从一部充满感情色彩的故事史诗中得到一种重力感。不过，说到底，真正重要的是精彩的战斗场面和道德联盟，它们是在认真的基础上建立起来的，但同时去除了银幕上真实人格的智慧和活力，强烈的自我意识。”该片也被列入多个影评人的评选名单，达拉斯-沃斯堡影评人协会将《双塔奇兵》评为2002年最佳影片的第三名，中俄亥俄州影评人协会将《双塔奇兵》评为2002年最佳影片的第五名，东南部影评人协会将其评为年度第八名。
在第56届英国电影学院奖上，《双塔奇兵》获得了六项奥斯卡提名中的两项，以及十项提名中的三项荣誉。就像本片的前作一样，第二部电影也获得了美国电影学院奖、广播电影评论协会奖、帝国奖、金球奖、MTV电影大奖、卫星奖和土星奖的认可。诸如芝加哥、凤凰城、西雅图等多个影评人团体也颁奖给了这部影片。在222个提名中，《双塔奇兵》总共获得了136个奖项。
| 奖项或评奖机构             | 奖项类别                              | 获提名作品、团队或者个人 | 结果   |
| -------------------------- | ------------------------------------- | --- | ------ |
| 奥斯卡奖                   | 最佳影片                              | 巴里·M·奥斯本、弗兰·威尔士和彼得·杰克逊 | 提名   |
| 奥斯卡奖                   | 最佳艺术指导                          | 艺术指导：格兰特·梅杰；布景：丹·汉纳和阿兰·李 | 提名   |
| 奥斯卡奖                   | 最佳音效剪辑                          | 伊桑·范德莱恩和麦克·霍普金斯 | 獲獎   |
| 奥斯卡奖                   | 最佳音效                              | 克里斯托弗·博伊斯、迈克尔·斯曼内科、迈克尔·赫奇斯和哈蒙德·皮克 | 提名   |
| 奥斯卡奖                   | 最佳电影剪辑                          | 迈克尔·霍顿 | 提名   |
| 奥斯卡奖                   | 最佳视觉效果                          | 吉姆·莱吉、乔·莱特、兰德尔·威廉·库克和亚历克斯·芬克 | 獲獎   |
| 阿曼达奖                   | 最佳外语片                            | 彼得·杰克逊 | 提名   |
| 美国电影剪辑师奖           | 最佳剪辑电影-戏剧                     | 迈克尔·霍顿 | 提名   |
| 美国电影协会奖             | 「电影学院」年度电影选辑              | 「电影学院」年度电影选辑 | 獲獎   |
| 美国电影电视音乐奖         | 票房冠军电影                          | 霍华德·肖 | 獲獎   |
| 艺术导演工会               | 优秀的制作设计——幻想片或古装片        | 格兰特·梅杰、丹·亨纳、乔·布莱克利、罗布·奥特赛德、菲尔·艾维、马克·罗宾斯、朱尔斯·库克、罗斯·麦加尔瓦、雅基·阿伦                                                                                     | 獲獎   |
| 奥斯汀影评人协会           | 十年十佳电影                          | 魔戒电影三部曲 | 獲獎   |
| 澳大利亚电影和电视艺术学院 | 最佳外语片                            | 彼得·杰克逊、巴尼·M·奥斯本、弗兰·威尔士 | 獲獎   |
| 德國博基獎                 | 钛金博基奖                            | 钛金博基奖 | 獲獎   |
| 英国电影学院奖             | 最佳影片                              | 彼得·杰克逊、巴里·M·奥斯本、弗兰·威尔士 | 提名   |
| 英国电影学院奖             | 最佳导演                              | 彼得·杰克逊 | 提名   |
| 英国电影学院奖             | 最佳摄影奖                            | 安德鲁·莱斯尼 | 提名   |
| 英国电影学院奖             | 最佳服装设计                          | 姬拉·迪克森和理查德·泰勒 | 獲獎   |
| 英国电影学院奖             | 最佳剪辑                              | 迈克尔·霍顿 | 提名   |
| 英国电影学院奖             | 最佳化妆和头发                        | 彼得·金、彼得·欧文和理查德·泰勒 | 提名   |
| 英国电影学院奖             | 最佳产品设计                          | 格兰特·梅杰 | 提名   |
| 英国电影学院奖             | 最佳音效                              | 克里斯托弗·博伊斯、迈克尔·斯曼内科、和伊桑·范德莱恩 | 提名   |
| 英国电影学院奖             | 最佳视觉效果                          | 兰德尔·威廉·库克、亚历克斯·芬克、乔·莱特尼、吉姆·莱吉 | 獲獎   |
| 英国电影学院奖             | 年度橙色电影奖                        | 年度橙色电影奖 | 獲獎   |
| 英国电影摄影师协会         | 最佳摄影奖                            | 安德鲁·莱斯尼 | 提名   |
| 评论家选择电影奖           | 最佳影片                              | 最佳影片 | 提名   |
| 评论家选择电影奖           | 最佳作曲家                            | 霍华德·肖 | 獲獎   |
| 评论家选择电影奖           | 最佳数码表演                          | 安迪·瑟金斯饰演咕噜姆 | 獲獎   |
| 芝加哥电影评论家           | 最佳影片                              | 最佳影片 | 提名   |
| 芝加哥电影评论家           | 最佳导演                              | 彼得·杰克逊 | 提名   |
| 芝加哥电影评论家           | 最佳摄影奖                            | 安德鲁·莱斯尼 | 提名   |
| 芝加哥电影评论家           | 最佳原创配乐                          | 霍华德·肖 | 提名   |
| 电影音频协会奖             | 杰出混音-电影                         | 克里斯托弗·博伊斯、迈克尔·斯曼内科、迈克尔·赫奇斯和哈蒙德·匹克 | 提名   |
| 服装设计师工会奖           | 服装设计精华-幻想片或古装片           | 姬拉·迪克森 | 提名   |
| 达拉斯-沃斯堡电影评论家    | 最佳影片                              | 最佳影片 | 第二名 |
| 达拉斯-沃斯堡电影评论家    | 最佳导演                              | 彼得·杰克逊 | 獲獎   |
| 美国导演工会奖             | 最佳导演-电影                         | 彼得·杰克逊 | 提名   |
| 帝国奖                     | 最佳男主角                            | 维果·莫特森 | 提名   |
| 帝国奖                     | 最佳英国男演员                        | 安迪·瑟金斯 | 提名   |
| 帝国奖                     | 最佳英国男演员                        | 伊恩·麦凯伦 | 提名   |
| 帝国奖                     | 最佳女主角                            | 米兰达·奥托 | 提名   |
| 帝国奖                     | 最佳导演                              | 彼得·杰克逊 | 提名   |
| 帝国奖                     | 索尼爱立信年度最佳场景                | “咕噜的争辩”（Gollum's debate） | 提名   |
| 帝国奖                     | 最佳影片                              | 最佳影片 | 獲獎   |
| 金球奖                     | 最佳影片-剧情类                       | 最佳影片-剧情类 | 提名   |
| 金球奖                     | 最佳导演                              | 彼得·杰克逊 | 提名   |
| 金番茄奖                   | 最佳影片                              | 最佳影片 | 獲獎   |
| 最佳预告片奖               | 最佳动作片段                          | 蚂蚁农场（The Ant Farm） | 獲獎   |
| 格莱美奖                   | 最佳配乐专辑-电影、电视或其他视觉媒体 | 彼得·科宾、约翰·库兰德、霍华德·肖 | 獲獎   |
| 雨果奖                     | 最佳戏剧表演奖: 长篇                  | 最佳戏剧表演奖: 长篇 | 獲獎   |
| 伦敦影评人                 | 年度总监                              | 彼得·杰克逊 | 提名   |
| 电影声音编辑器             | 最佳音效剪辑-外语片                   | 麦克·霍普金斯、安德鲁·达德曼、史蒂夫·普赖斯、马克·威尔舍、马尔科姆·法夫、奈杰尔·斯科特、乔纳森·舒尔茨、丽贝卡·加特尔和拉斐尔·穆特德                                                                 | 提名   |
| 电影声音编辑器             | 最佳音效剪辑-音乐-故事片、国内外      | 麦克·霍普金斯、伊桑·范德莱恩、大卫·法默尔、布伦特·伯奇、戴夫·怀特黑德、约翰·麦凯、基尔斯腾伙伴科莫里奥、克雷格·汤姆林森、海登·科洛、杰森·卡诺瓦斯、雷·本杰斯、波利·麦金农、奈杰尔·斯通和马克·弗兰肯 | 提名   |
| MTV电影大奖                | 最佳电影                              | 最佳电影 | 獲獎   |
| MTV电影大奖                | 最佳动作片段                          | “圣盔谷之战”（The Battle for Helm's Deep） | 獲獎   |
| MTV电影大奖                | 最佳虚拟性能                          | 咕噜姆 | 獲獎   |
| MTV电影大奖                | 最佳男演员                            | 维果·莫特森 | 提名   |
| MTV电影大奖                | 最佳银幕搭档                          | 伊利亚·伍德、肖恩·阿斯汀和咕噜姆 | 獲獎   |
| 星云奖                     | 最佳剧本                              | 弗朗西斯·沃尔什、菲利帕·博耶恩斯、斯蒂芬·辛克莱和彼得·杰克逊 | 獲獎   |
| 在线影评人                 | 最佳影片                              | 最佳影片 | 獲獎   |
| 在线影评人                 | 最佳导演                              | 彼得·杰克逊 | 獲獎   |
| 在线影评人                 | 最佳改编剧本                          | 菲利帕·博伊恩斯、彼得·杰克逊和弗朗西斯·沃尔什 | 提名   |
| 在线影评人                 | 最佳男配角                            | 安迪·瑟金斯 | 提名   |
| 在线影评人                 | 最佳艺术指导                          | 最佳艺术指导 | 提名   |
| 在线影评人                 | 最佳演员                              | 最佳演员 | 獲獎   |
| 在线影评人                 | 最佳摄影奖                            | 安德鲁·莱斯尼 | 提名   |
| 在线影评人                 | 最佳服装设计                          | 最佳服装设计 | 提名   |
| 在线影评人                 | 最佳剪辑                              | 迈克尔·霍顿和杰贝兹·奥尔森 | 獲獎   |
| 在线影评人                 | 最佳原创配乐                          | 霍华德·肖 | 提名   |
| 在线影评人                 | 最佳音效                              | 最佳音效 | 獲獎   |
| 在线影评人                 | 最佳视觉效果                          | 最佳视觉效果 | 獲獎   |
| 人民选择奖                 | 最喜欢的戏剧电影                      | 最喜欢的戏剧电影 | 獲獎   |
| 美国制片人协会             | 年度电影制片人奖                      | 彼得·杰克逊、巴里·M·奥斯本、弗兰·威尔士 | 提名   |
| 卫星奖                     | 最佳影片-剧情类                       | 最佳影片-剧情类 | 提名   |
| 卫星奖                     | 最佳导演                              | 彼得·杰克逊 | 提名   |
| 卫星奖                     | 剧情类最佳男配角                      | 维果·莫特森 | 提名   |
| 卫星奖                     | 最佳摄影奖                            | 安德鲁·莱斯尼 | 提名   |
| 卫星奖                     | 最佳剪辑                              | 迈克尔·霍顿 | 提名   |
| 卫星奖                     | 最佳改编剧本                          | 菲利帕·博伊恩斯、彼得·杰克逊、斯蒂芬·辛克莱尔、弗兰·威尔士 | 提名   |
| 卫星奖                     | 最佳音效                              | 克里斯托弗·博伊斯、迈克尔·赫奇斯、哈蒙德·匹克 和迈克尔·斯曼内科 | 提名   |
| 卫星奖                     | 最佳视觉效果                          | 兰德尔·威廉·库克、亚历克斯·芬克、乔·莱特尼、吉姆·莱吉 | 獲獎   |
| 卫星奖                     | 最佳整体 DVD                          | （特别扩充版） | 獲獎   |
| 卫星奖                     | 最佳 DVD 附加演员                     | （特别扩充版） | 提名   |
| 土星奖                     | 最佳奇幻电影                          | 最佳奇幻电影 | 獲獎   |
| 土星奖                     | 最佳导演                              | 彼得·杰克逊 | 提名   |
| 土星奖                     | 最佳男主角                            | 维果·莫特森 | 提名   |
| 土星奖                     | 最佳男配角                            | 安迪·瑟金斯 | 獲獎   |
| 土星奖                     | 最佳服装                              | 姬拉·迪克森和理查德·泰勒 | 獲獎   |
| 土星奖                     | 最佳化妆                              | 彼得·欧文和彼得·金 | 獲獎   |
| 土星奖                     | 最佳音乐奖                            | 霍华德·肖 | 提名   |
| 土星奖                     | 最佳特效                              | 吉姆·莱吉、乔·莱特、兰德尔·威廉·库克、亚历克斯·芬克 | 提名   |
| 土星奖                     | 最佳写作                              | 弗兰·威尔士、菲利帕·博伊恩斯、斯蒂芬·辛克莱和彼得·杰克逊 | 提名   |
| 土星奖                     | 最佳青年演员                          | 伊利亚·伍德 | 提名   |
| 美国演员工会               | 杰出演员-电影                         | 多米尼克·莫纳汉、维果·莫特森、米兰达·奥托、约翰·里斯·戴维斯、安迪·瑟金斯、丽芙·泰勒、雨果·维文、大卫·温汉姆、伊利亚·伍德                                                                            | 提名   |
| 财经事务及库务局局长奖     | 最佳科幻电影                          | 最佳科幻电影 | 獲獎   |
| 财经事务及库务局局长奖     | 最佳科幻电影演员                      | 维果·莫特森 | 獲獎   |
| 财经事务及库务局局长奖     | 最佳科幻电影演员                      | 伊恩·麦凯伦 | 提名   |
| 财经事务及库务局局长奖     | 最佳科幻电影演员                      | 伊利亚·伍德 | 提名   |
| 财经事务及库务局局长奖     | 最佳科幻电影导演                      | 彼得·杰克逊 | 獲獎   |
| 财经事务及库务局局长奖     | 最佳科幻电影音乐                      | 霍华德·肖 | 獲獎   |
| 南加州大学编剧奖           | 南加州大学编剧奖                      | 弗朗西斯·沃尔什、菲利帕·博伊恩斯、斯蒂芬·辛克莱和彼得·杰克逊 | 提名   |
| 史派西奖                   | 最佳幻想或科幻电影                    | 最佳幻想或科幻电影 | 獲獎   |
| 史派西奖                   | 最佳动作片段                          | 最佳动作片段 | 獲獎   |
| 视觉效果协会               | 最佳视觉效果的电影效果                | 吉姆·莱吉、乔·莱特、兰德尔·威廉·库克、亚历克斯·芬克 | 獲獎   |
| 视觉效果协会               | 最佳真人动作电影人物动画              | 理查德·巴尼汉姆、埃里克·桑登、肯·麦高夫、贝·莱特 | 獲獎   |
| 视觉效果协会               | 最佳电影特效                          | 史蒂夫·英格拉姆、布莱尔·福德、里奇·科多布和斯科特·哈伦斯 | 獲獎   |
| 视觉效果协会               | 最佳电影哑光绘画                      | 雅尼克·杜西奥特、马克斯·丹尼森、罗杰·库普利安、马修·雷诺 | 提名   |
| 视觉效果协会               | 电影中的最佳模特和微缩模型            | 理查德·泰勒、保罗·范·欧门、马特·艾特肯 | 獲獎   |
| 视觉效果协会               | 最佳电影视觉效果摄影                  | 亚历克斯·芬克、布莱恩·瓦不呼、理查德·布卢克 | 獲獎   |
| 视觉效果协会               | 电影最佳特效艺术指导                  | 艾伦·李、杰里米·班尼特、克里斯蒂安·里弗斯和吉诺·阿塞韦多 | 獲獎   |
| 视觉效果协会               | 最佳电影合成                          | 马克·刘易斯、海特曼·德默斯、亚历克斯·莱姆克、阿尔弗雷德·穆尔勒 | 獲獎   |
| 视觉效果协会               | 最佳男主角特效电影                    | 安迪·瑟金斯、伊利亚·伍德、肖恩·阿斯汀 | 獲獎   |
| 华盛顿地区电影评论家协会   | 最佳影片                              | 最佳影片 | 第二名 |
| 华盛顿地区电影评论家协会   | 最佳导演                              | 彼得·杰克逊 | 第二名 |
| 世界电影原声大奖           | 最佳电影原创歌曲（《咕噜之歌》）      | 霍华德·肖（作曲家）埃米莉安娜·托里尼（演奏家）弗兰·威尔士、珍妮特·罗迪克、大卫·唐纳森、史蒂夫·罗奇、大卫·朗（歌词）                                                                                 | 提名   |
| 青年艺术家奖               | 最佳家庭剧情片-戏剧                   | 最佳家庭剧情片-戏剧 | 獲獎   |

## 指环王：王者归来

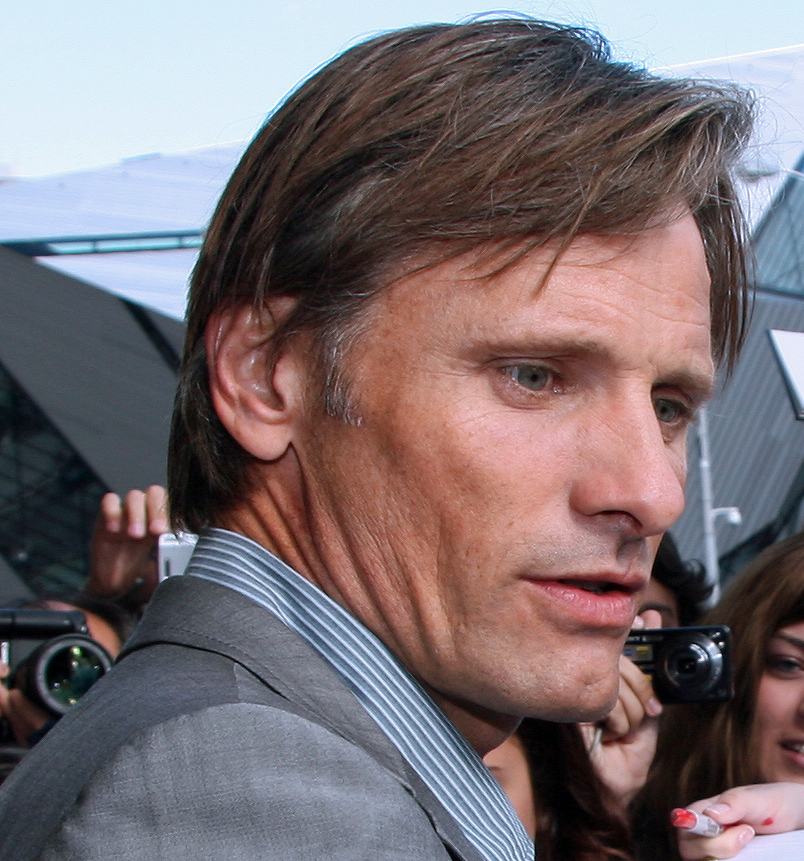
维果·莫特森饰演的阿拉贡在整个系列中获得了十项提名。

2003年12月17日，《指环王：王者归来》在全球范围内上映。这部系列电影的第三部在全球范围内的票房总收入为1119929521美元，而制作预算为9400万美元，是2009年詹姆斯·卡梅隆的《阿凡达》上映之前全球票房第二高的电影。除了包含前两部电影的大部分演员外，《王者归来》还引入了约翰·诺贝尔扮演的刚铎管家迪耐瑟（虽然这个角色最早出现在《双塔奇兵》加长版中）。
《王者归来》继续了该系列的关键成功，烂番茄报告说，95%的批评家是积极的。《芝加哥太阳报》的罗杰·埃伯特认为这部电影是三部曲中最好的一部，因为它“证明了《指环王》三部曲是一部在电影胆怯时期大胆野心的作品。”在最后一章，《娱乐周刊》的电影评论家约翰·莉莎·舒瓦兹博也同样值得称赞。她解释说：“我想不出还有哪部电影三部曲能以如此辉煌的结局结束，也想不出还有哪部讲故事的纪念性作品能以如此巨大的创造力和热情前进。彼得·杰克逊这部杰作的结尾充满了激情和文学气息，细节丰富，内容广泛，而且在最珍贵的部分，它具备了冒险的老式电影魔法天赋，这在电脑成像技术已经落入普通电影公司的追逐者手中的情况下是罕见的。”《卫报》的彼得·布拉德肖写道：“凭借着巨大的能量和对细节孜孜不倦的追求，杰克逊让这个回归浪漫的传奇故事重现人间。他为托尔金神话注入了一股进入21世纪的动力。”
这部电影获得了十一项奥斯卡奖（十一项提名），与《泰坦尼克号》和《宾虚》并列为奥斯卡最多奖项。《王者归来》也成为第一部获得奥斯卡最佳影片奖的奇幻电影。《王者归来》赢得了五座英国电影学院奖、三座帝国奖、四座金球奖、一次卫星奖和八次土星奖等等。这部电影总共获得了337项提名中的258个奖项。
| 组织架构                   | 奖项类别                              | 接受者 | 结果   |
| -------------------------- | ------------------------------------- | --- | ------ |
| 奥斯卡奖                   | 最佳影片                              | 彼得·杰克逊、巴里·M·奥斯本和弗兰·威尔士 | 獲獎   |
| 奥斯卡奖                   | 最佳导演                              | 彼得·杰克逊 | 獲獎   |
| 奥斯卡奖                   | 最佳改编剧本                          | 菲利帕·博伊恩斯、弗兰·威尔士和彼得·杰克逊 | 獲獎   |
| 奥斯卡奖                   | 最佳艺术指导                          | 艺术指导：丹·亨纳；布景：艾伦·李和格兰特·梅杰 | 獲獎   |
| 奥斯卡奖                   | 最佳服装设计                          | 姬拉·迪克森和理查德·泰勒 | 獲獎   |
| 奥斯卡奖                   | 最佳化妆                              | 彼得·金和理查德·泰勒 | 獲獎   |
| 奥斯卡奖                   | 最佳原创配乐                          | 霍华德·肖 | 獲獎   |
| 奥斯卡奖                   | 最佳原创歌曲                          | 弗兰·威尔士、霍华德·肖和安妮·伦诺克斯（Annie Lennox） | 獲獎   |
| 奥斯卡奖                   | 最佳混音                              | 克里斯托弗·博伊斯、迈克尔·斯曼内科、迈克尔·赫奇斯和哈蒙德·匹克 | 獲獎   |
| 奥斯卡奖                   | 最佳电影剪辑                          | 杰米·塞尔柯克 | 獲獎   |
| 奥斯卡奖                   | 最佳视觉效果                          | 吉姆·莱吉、乔·莱特、兰德尔·威廉·库克和亚历克斯·芬克 | 獲獎   |
| 美国黑人电影评论家协会     | 最佳影片                              | 最佳影片 | 獲獎   |
| 阿曼达奖                   | 最佳外语片                            | 彼得·杰克逊 | 獲獎   |
| 美国电影剪辑师奖           | 最佳剪辑电影-戏剧                     | 杰米·塞尔柯克 | 獲獎   |
| 美国电影协会奖             | 「电影学院」年度电影选辑              | 「电影学院」年度电影选辑 | 獲獎   |
| 美国电影摄影师协会         | 最佳摄影-剧场版本                     | 安德鲁·莱斯尼 | 提名   |
| 美国电影摄影师协会         | 十年最佳摄影                          | 魔戒电影三部曲 | 提名   |
| 艺术导演工会               | 优秀的制作设计——幻想片或古装片        | 杰奎·艾伦、乔·布莱克利、西蒙·布莱特、朱尔斯·库克、丹·亨纳、菲利普·艾维、格兰特·梅杰和罗斯·麦加尔瓦 | 獲獎   |
| 美国电影电视音乐奖         | 票房冠军电影                          | 霍华德·肖 | 獲獎   |
| 奥斯汀影评人协会           | 十年十佳电影                          | 魔戒电影三部曲 | 獲獎   |
| 澳大利亚电影和电视艺术学院 | 最佳外语片                            | 彼得·杰克逊、巴尼·M·奥斯本、弗兰·威尔士 | 獲獎   |
| 波迪奖                     | 最佳美国电影                          | 彼得·杰克逊 | 提名   |
| 德國博基獎                 | 钛金博基奖                            | 钛金博基奖 | 獲獎   |
| 英国电影学院奖             | 最佳影片                              | 巴里·M·奥斯本、弗兰·威尔士和彼得·杰克逊 | 獲獎   |
| 英国电影学院奖             | 最佳导演                              | 彼得·杰克逊 | 提名   |
| 英国电影学院奖             | 最佳改编剧本                          | 弗兰·威尔士、菲利帕·博伊恩斯、彼得·杰克逊 | 獲獎   |
| 英国电影学院奖             | 最佳男配角                            | 伊恩·麦凯伦 | 提名   |
| 英国电影学院奖             | 最佳服装设计                          | 姬拉·迪克森和理查德·泰勒 | 提名   |
| 英国电影学院奖             | 最佳摄影奖                            | 安德鲁·莱斯尼 | 獲獎   |
| 英国电影学院奖             | 最佳剪辑                              | 杰米·塞尔柯克 | 提名   |
| 英国电影学院奖             | 电影音乐                              | 霍华德·肖 | 提名   |
| 英国电影学院奖             | 最佳化妆和头发                        | 理查德·泰勒、彼得·金和彼得·欧文 | 提名   |
| 英国电影学院奖             | 最佳产品设计                          | 格兰特·梅杰 | 提名   |
| 英国电影学院奖             | 最佳音效                              | 伊桑·范德莱恩、麦克·霍普金斯、大卫·法默尔、克里斯托弗·博伊斯、迈克尔·赫奇斯、迈克尔·斯曼内科和哈蒙德·匹克 | 提名   |
| 英国电影学院奖             | 最佳视觉效果                          | 乔·莱特尼、吉姆·莱吉、兰德尔·威廉·库克和亚历克斯·芬克 | 獲獎   |
| 英国电影学院奖             | 年度橙色电影奖                        | 年度橙色电影奖 | 獲獎   |
| 英国电影摄影师协会         | 最佳摄影奖                            | 安德鲁·莱斯尼 | 提名   |
| 评论家选择电影奖           | 最佳影片                              | 最佳影片 | 獲獎   |
| 评论家选择电影奖           | 最佳导演                              | 彼得·杰克逊 | 獲獎   |
| 评论家选择电影奖           | 最佳作曲家                            | 霍华德·肖 | 獲獎   |
| 评论家选择电影奖           | 最佳表演组合                          | 最佳表演组合 | 獲獎   |
| 评论家选择电影奖           | 最喜欢的电影系列                      | 彼得·杰克逊《指环王》 | 獲獎   |
| 芝加哥电影评论家           | 最佳影片                              | 最佳影片 | 獲獎   |
| 芝加哥电影评论家           | 最佳导演                              | 彼得·杰克逊 | 獲獎   |
| 芝加哥电影评论家           | 最佳剧本                              | 菲利帕·博伊恩斯、彼得·杰克逊和弗朗西斯·沃尔什 | 提名   |
| 芝加哥电影评论家           | 最佳男配角                            | 肖恩·阿斯汀 | 獲獎   |
| 芝加哥电影评论家           | 最佳男配角                            | 安迪·瑟金斯 | 提名   |
| 芝加哥电影评论家           | 最佳摄影奖                            | 安德鲁·莱斯尼 | 提名   |
| 芝加哥电影评论家           | 最佳原创配乐                          | 霍华德·肖 | 獲獎   |
| 电影音频协会奖             | 杰出混音-电影                         | 克里斯托弗·博伊斯、迈克尔·斯曼内科、迈克尔·赫奇斯和哈蒙德·匹克 | 提名   |
| 服装设计师工会奖           | 服装设计精华-幻想片或古装片           | 姬拉·迪克森 | 獲獎   |
| 达拉斯-沃斯堡电影评论家    | 最佳影片                              | 最佳影片 | 獲獎   |
| 达拉斯-沃斯堡电影评论家    | 最佳导演                              | 彼得·杰克逊 | 獲獎   |
| 达拉斯-沃斯堡电影评论家    | 最佳摄影奖                            | 安德鲁·莱斯尼 | 獲獎   |
| 美国导演工会               | 最佳导演-电影                         | 彼得·杰克逊 | 獲獎   |
| 英国导演公会               | 最佳导演-国际电影                     | 彼得·杰克逊 | 獲獎   |
| 帝国奖                     | 最佳影片                              | 最佳影片 | 獲獎   |
| 帝国奖                     | 最佳导演                              | 彼得·杰克逊 | 提名   |
| 帝国奖                     | 最佳男主角                            | 维果·莫特森 | 提名   |
| 帝国奖                     | 最佳男主角                            | 肖恩·阿斯汀 | 提名   |
| 帝国奖                     | 最佳英国男演员                        | 安迪·瑟金斯 | 獲獎   |
| 帝国奖                     | 最佳英国男演员                        | 伊恩·麦凯伦 | 提名   |
| 帝国奖                     | 最佳英国男演员                        | 奥兰多·布鲁姆 | 提名   |
| 帝国奖                     | 索尼爱立信年度最佳场景                | 洛汗骑士（Ride Of The Rohirim） | 獲獎   |
| 澳洲影评人协会             | 最佳外语片-英语片                     | 最佳外语片-英语片 | 提名   |
| 佛罗里达电影评论家         | 最佳影片                              | 最佳影片 | 獲獎   |
| 佛罗里达电影评论家         | 最佳导演                              | 彼得·杰克逊 | 獲獎   |
| 佛罗里达电影评论家         | 最佳摄影奖                            | 安德鲁·莱斯尼 | 獲獎   |
| 金球奖                     | 最佳影片-剧情类                       | 最佳影片-剧情类 | 獲獎   |
| 金球奖                     | 最佳导演                              | 彼得·杰克逊 | 獲獎   |
| 金球奖                     | 最佳原创配乐                          | 霍华德·肖 | 獲獎   |
| 金球奖                     | 最佳原创歌曲                          | 安妮·伦诺克斯（Annie Lennox）、霍华德·肖和弗兰·威尔士（《向西行去》[ Into the West ]） | 獲獎   |
| 金精神奖                   | 最佳得分                              | 霍华德·肖 | 獲獎   |
| 金精神奖                   | 最佳作曲家                            | 霍华德·肖 | 獲獎   |
| 金精神奖                   | 最佳科幻/幻想配乐                     | 霍华德·肖 | 獲獎   |
| 金精神奖                   | 最佳 CD 发行                          | 最佳 CD 发行 | 獲獎   |
| 金精神奖                   | 最佳歌曲                              | 《向西行去》（Into the West） | 獲獎   |
| 金精神奖                   | 最佳主题                              | 《米那斯提力斯》与《圣白树》 | 獲獎   |
| 金精神奖                   | 最佳恐怖主题                          | “尸罗的巢穴”（Shelob's Lair） | 獲獎   |
| 金精神奖                   | 最佳史诗主题                          | 《米那斯提力斯》与《白树》 | 獲獎   |
| 最佳预告片奖               | 最佳剧情片                            | 蚂蚁农场（The Ant Farm） | 獲獎   |
| 格莱美奖                   | 最佳配乐专辑-电影、电视或其他视觉媒体 | 约翰·库兰德和霍华德·肖 | 獲獎   |
| 格莱美奖                   | 最佳歌曲-电影、电视或其他视觉媒体     | 安妮·伦诺克斯（Annie Lennox）、霍华德·肖和弗兰·威尔士（《向西行去》[ Into the West ]） | 獲獎   |
| 雨果奖                     | 最佳戏剧表演奖: 长篇                  | 最佳戏剧表演奖: 长篇 | 獲獎   |
| 国际在线电影评论调查       | 十年最佳电影                          | 十年最佳电影 | 獲獎   |
| 国际在线电影评论调查       | 十年最佳导演                          | 彼得·杰克逊 | 獲獎   |
| 国际在线电影评论调查       | 十年十佳电影                          | 十年十佳电影 | 獲獎   |
| 爱尔兰电影电视奖           | 最佳国际电影                          | 彼得·杰克逊 | 獲獎   |
| 意大利在线电影奖           | 最佳影片                              | 最佳影片 | 提名   |
| 意大利在线电影奖           | 最佳导演                              | 彼得·杰克逊 | 提名   |
| 意大利在线电影奖           | 最佳改编剧本                          | 最佳改编剧本 | 提名   |
| 意大利在线电影奖           | 最佳演员                              | 最佳演员 | 提名   |
| 意大利在线电影奖           | 最佳摄影奖                            | 安德鲁·莱斯尼 | 提名   |
| 意大利在线电影奖           | 最佳原创配乐                          | 霍华德·肖 | 獲獎   |
| 意大利在线电影奖           | 最佳原创歌曲                          | 最佳原创歌曲 | 獲獎   |
| 意大利在线电影奖           | 最佳艺术指导                          | 最佳艺术指导 | 獲獎   |
| 意大利在线电影奖           | 最佳服装设计                          | 最佳服装设计 | 獲獎   |
| 意大利在线电影奖           | 最佳化妆                              | 最佳化妆 | 獲獎   |
| 意大利在线电影奖           | 最佳视觉效果                          | 最佳视觉效果 | 獲獎   |
| 意大利在线电影奖           | 最佳音效                              | 最佳音效 | 獲獎   |
| 朱庇特奖                   | 最佳国际电影                          | 彼得·杰克逊 | 獲獎   |
| 朱庇特奖                   | 最佳国际导演                          | 彼得·杰克逊 | 獲獎   |
| 伦敦电影评论家             | 年度最佳电影                          | 年度最佳电影 | 提名   |
| 伦敦电影评论家             | 年度总监                              | 彼得·杰克逊 | 提名   |
| 洛杉矶电影评论家           | 十年电影                              | 魔戒电影三部曲 | 獲獎   |
| 洛杉矶电影评论家           | 最佳导演                              | 彼得·杰克逊 | 獲獎   |
| 洛杉矶电影评论家           | 最佳产品设计                          | 格兰特·梅杰 | 獲獎   |
| 电影声音编辑器             | 最佳音效剪辑-外语片                   | 麦克·霍普金斯、伊桑·范德莱恩、大卫·法默尔、布伦特·伯奇、戴夫·怀特黑德、海登·科洛、克雷格·汤姆林森、博·鲍德斯、蒂莫西·尼尔森、艾迪森·蒂格、凯蒂·伍德、彼得·米尔斯、杰森·卡诺瓦斯、马克·弗兰肯、雷·本杰斯、尼克·布雷斯林、波利·麦金农和克里斯·沃德                                                     | 提名   |
| 电影声音编辑器             | 最佳音效剪辑-音乐-故事片、国内外      | 乔纳森·舒尔茨、安德鲁·达德曼、史蒂夫·普莱斯、迈克尔·普莱斯、马尔科姆·法夫、奈杰尔·斯科特和丽贝卡·加特尔 | 提名   |
| MTV电影大奖                | 最佳电影                              | 最佳电影 | 獲獎   |
| MTV电影大奖                | 最佳动作片段                          | “刚铎之战”（Battle Of Gondor） | 獲獎   |
| 国家审查委员会             | 最佳演员                              | 伊利亚·伍德、肖恩·阿斯汀、丽芙·泰勒、比利·博伊德、安迪·瑟金斯和伯纳德·希尔 | 獲獎   |
| 国家电影评论学会           | 最佳导演                              | 彼得·杰克逊 | 提名   |
| 星云奖                     | 最佳剧本                              | 弗朗西斯·沃尔什、菲利帕·博耶恩斯和彼得·杰克逊 | 獲獎   |
| 纽约电影评论家             | 最佳影片                              | 最佳影片 | 獲獎   |
| 在线影评人                 | 最佳影片                              | 最佳影片 | 獲獎   |
| 在线影评人                 | 最佳导演                              | 彼得·杰克逊 | 獲獎   |
| 在线影评人                 | 最佳改编剧本                          | 菲利帕·博伊恩斯、彼得·杰克逊和弗朗西斯·沃尔什 | 獲獎   |
| 在线影评人                 | 最佳男配角                            | 肖恩·阿斯汀 | 提名   |
| 在线影评人                 | 最佳男配角                            | 安迪·瑟金斯 | 提名   |
| 在线影评人                 | 最佳艺术指导                          | 最佳艺术指导 | 獲獎   |
| 在线影评人                 | 最佳摄影奖                            | 安德鲁·莱斯尼 | 獲獎   |
| 在线影评人                 | 最佳服装设计                          | 最佳服装设计 | 獲獎   |
| 在线影评人                 | 最佳原创配乐                          | 霍华德·肖 | 獲獎   |
| 在线影评人                 | 最佳音效                              | 最佳音效 | 獲獎   |
| 在线影评人                 | 最佳视觉效果                          | 最佳视觉效果 | 獲獎   |
| 美国制片人协会             | 年度电影制片人奖                      | 彼得·杰克逊、巴里·M·奥斯本、弗兰·威尔士 | 獲獎   |
| 圣地亚哥电影评论           | 最佳导演                              | 彼得·杰克逊 | 獲獎   |
| 圣地亚哥电影评论           | 最佳产品设计                          | 格兰特·梅杰 | 獲獎   |
| 旧金山电影评论家           | 最佳导演                              | 彼得·杰克逊 | 獲獎   |
| 圣芭芭拉国际电影节         | 现代大师奖                            | 彼得·杰克逊 | 獲獎   |
| 卫星奖                     | 最佳影片-剧情类                       | 最佳影片-剧情类 | 提名   |
| 卫星奖                     | 最佳艺术指导及制作设计                | 格兰特·梅杰、丹·亨纳和艾伦·李 | 獲獎   |
| 卫星奖                     | 最佳摄影奖                            | 安德鲁·莱斯尼 | 提名   |
| 卫星奖                     | 最佳服装设计                          | 姬拉·迪克森和理查德·泰勒 | 提名   |
| 卫星奖                     | 最佳电影剪辑                          | 杰米·塞尔柯克 | 提名   |
| 卫星奖                     | 最佳原创配乐                          | 霍华德·肖 | 提名   |
| 卫星奖                     | 最佳音效（混音和编辑）                | 大卫·法默、伊桑·范德莱恩、迈克尔·霍普金斯 | 提名   |
| 卫星奖                     | 最佳视觉效果                          | 吉姆·莱吉、乔·莱特、兰德尔·威廉·库克、亚历克斯·芬克 | 提名   |
| 土星奖                     | 最佳奇幻电影                          | 最佳奇幻电影 | 獲獎   |
| 土星奖                     | 最佳导演                              | 彼得·杰克逊 | 獲獎   |
| 土星奖                     | 最佳剧本                              | 弗兰·威尔士、菲利帕·博伊恩斯、彼得·杰克逊 | 獲獎   |
| 土星奖                     | 最佳男主角                            | 伊利亚·伍德 | 獲獎   |
| 土星奖                     | 最佳男主角                            | 维果·莫特森 | 提名   |
| 土星奖                     | 最佳男配角                            | 肖恩·阿斯汀 | 獲獎   |
| 土星奖                     | 最佳男配角                            | 伊恩·麦凯伦 | 提名   |
| 土星奖                     | 最佳男配角                            | 安迪·瑟金斯 | 提名   |
| 土星奖                     | 最佳女配角                            | 米兰达·奥托 | 提名   |
| 土星奖                     | 最佳服装设计                          | 姬拉·迪克森和理查德·泰勒 | 提名   |
| 土星奖                     | 最佳化妆                              | 理查德·泰勒和彼得·金 | 獲獎   |
| 土星奖                     | 最佳得分                              | 霍华德·肖 | 獲獎   |
| 土星奖                     | 最佳视觉效果                          | 吉姆·莱吉、乔·莱特、兰德尔·威廉·库克、亚历克斯·芬克 | 獲獎   |
| 美国演员工会               | 杰出演员-电影                         | 他们的名字包括：肖恩·阿斯汀、肖恩·宾、凯特·布兰切特、奥兰多·布鲁姆、比利·博伊德、布拉德·道里夫、伯纳德·希尔、伊恩·霍尔姆、克里斯多夫·李、伊恩·麦凯伦、多米尼克·莫纳汉、维戈·莫腾森、约翰·诺伯、米兰达·奥图、约翰·里斯-戴维斯、安迪·瑟克斯、丽芙·泰勒、卡尔·厄本、雨果·维文、大卫·温汉姆和伊利亚·伍德 | 獲獎   |
| SFX 大奖                   | 最佳影片                              | 最佳影片 | 獲獎   |
| SFX 大奖                   | 最佳导演                              | 彼得·杰克逊 | 獲獎   |
| 史派西奖                   | 最佳幻想或科幻电影                    | 最佳幻想或科幻电影 | 獲獎   |
| 史派西奖                   | 最佳视觉效果                          | 最佳视觉效果 | 獲獎   |
| 史派西奖                   | 特别成就                              | 彼得·杰克逊 | 獲獎   |
| 多伦多电影评论家           | 最佳导演                              | 彼得·杰克逊 | 獲獎   |
| 多伦多电影评论家           | 特别引文                              | 彼得·杰克逊的《指环王》三部曲 | 獲獎   |
| 南加州大学编剧奖           | 南加州大学编剧奖                      | 弗朗西斯·沃尔什和菲利帕·博伊恩斯、彼得·杰克逊 | 提名   |
| 温哥华影评人协会           | 最佳影片                              | 最佳影片 | 第二名 |
| 温哥华影评人协会           | 最佳导演                              | 彼得·杰克逊 | 獲獎   |
| 视觉效果协会               | 杰出的视觉效果-视觉效果驱动的电影     | 兰德尔·威廉·库克、乔·莱特、吉姆·莱吉和迪恩·赖特 | 獲獎   |
| 视觉效果协会               | 年度最佳单一视觉效果                  | 兰德尔·威廉·库克、乔·莱特、吉姆·莱吉和迪恩·赖特 | 提名   |
| 视觉效果协会               | 杰出人物动画-真人动作电影             | 格雷格·巴特勒、史蒂文·霍恩比、马蒂亚斯·门兹、安迪·瑟金斯 | 獲獎   |
| 视觉效果协会               | 最佳合成-电影                         | 莫里茨·格莱斯勒、马克·刘易斯和卡拉·范德勒尔 | 提名   |
| 视觉效果协会               | 优秀模型和微缩模型-电影               | 埃里克·桑顿、理查德·泰勒、保罗·范·欧门 | 獲獎   |
| 视觉效果协会               | 最佳男女演员特效电影                  | 肖恩·阿斯汀 | 獲獎   |
| 视觉效果协会               | 视觉特效服务中的杰出特效-电影         | 斯科特·哈伦斯、斯文·哈伦斯、查克·舒曼 | 提名   |
| 视觉效果协会               | 杰出视觉效果摄影-电影                 | 亚历克斯·芬克、罗布·科尔和亨克·普林斯 | 提名   |
| 华盛顿特区影评人           | 最佳影片                              | 最佳影片 | 獲獎   |
| 华盛顿特区影评人           | 最佳导演                              | 彼得·杰克逊 | 獲獎   |
| 华盛顿特区影评人           | 最佳改编剧本                          | 菲利帕·博伊恩斯、彼得·杰克逊和弗朗西斯·沃尔什 | 提名   |
| 华盛顿特区影评人           | 最佳乐队                              | 最佳乐队 | 提名   |
| 世界电影原声大奖           | 最佳电影原创歌曲                      | 霍华德·肖（作曲）安妮·伦诺克斯（演奏）弗兰·威尔士（作词） | 提名   |
| 美国编剧工会               | 最佳改编剧本                          | 菲利帕·博伊恩斯、彼得·杰克逊、弗兰·威尔士 | 提名   |
| 青年艺术家奖               | 最佳家庭剧情片-戏剧                   | 最佳家庭剧情片-戏剧 | 獲獎   |